# Python (střela)

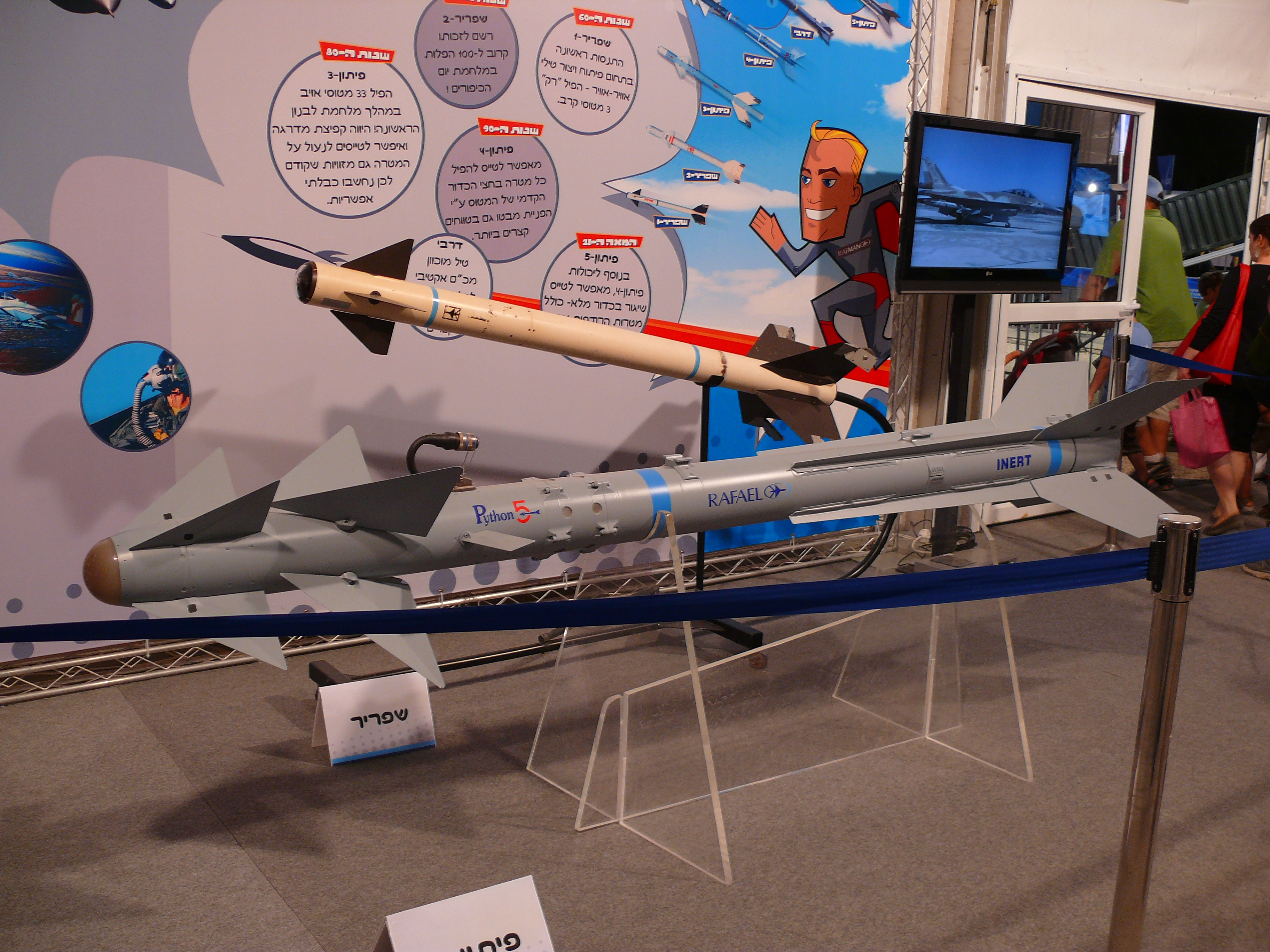
Novější verze Python-5 (vpředu dole) a starší Shafrir-1 (nahoře vzadu).

Rafael Python je rodina raket typu vzduch-vzduch od Izraelského výrobce Rafael Advanced Defense Systems. Mají infračervené navádění. Původně se jmenovala Shafrir, ale od 3. generace se jmenuje Python. Střely Python-4 a Python-5 jsou spolu se střelou Derby součástí protiletadlového raketového systému SPYDER.